# بوفالو سنتر (آیووا)
بوفالو سنتر (به انگلیسی: Buffalo Center) شهری در ایالت آیووا کشور ایالات متحده آمریکا است که جمعیت آن در سرشماری سال ۲۰۱۰ میلادی، ۹۰۵ نفر بوده‌است.